# SCORE2 THE BIG FIGHT
『SCORE2 THE BIG FIGHT』（スコア・ツー・ザ・ビッグファイト）は、1999年10月に松竹系劇場で公開された、ガンアクション映画である。
前作『SCORE』に続く第2作であるが、キャラクターなどのつながりはない。

## 概要
- 廃墟の遊園地に隠された銀行強盗の強奪金をめぐって、ギャングと悪徳刑事との壮絶な争奪戦が展開される。
- 主演の小沢仁志が「OZAWA」名義で脚本・監督を務めており、キャストの中村綾は映画初出演および初ヌードをこなしている。
- もともとは、奥山和由のプロジェクトであるシネマ･ジャパネスクのラインナップの一つとして作られた。前作『SCORE』と同じくフィリピン・ロケで撮っているが、製作費は大幅にアップしており、大がかりなアクションシーンもある。
- 1997年に無事完成したが、翌1998年に奥山が松竹取締役を解任され、シネマ･ジャパネスクプロジェクトは中止になった。本作もこの騒動に巻き込まれ、上映延期となった。
- 1999年にようやく松竹系劇場で公開されることになったが、スタッフロールからは「製作総指揮:奥山和由」のクレジットが外され、前作のような派手な宣伝もされることもなく、ひっそりと興行することになった。

## キャスト
- ジャック：小沢仁志
- クイーン：中村綾
- スペード：小沢和義
- ダイヤ：宮坂ひろし
- キング：殺陣剛太
- クラブ：江原修
- パンク：山下真広
- キャッシュ：橋本さとし
- 港南警察署 橘刑事：水上竜士
- 港南警察署 阿南刑事：宇梶剛士

## スタッフ
- 脚本・監督・製作者：OZAWA
- プロデュース：小森邦昭（DIGEX）、大西洋志
- 撮影：佐光朗
- 照明：田村文彦
- 美術：西村太一
- 監督補：武正晴
- 編集：OZAWA、鵜飼邦彦
- 音楽：トルステン・ラッシュ
- EDテーマ：S.H.O.W「STARS」[1]
- 音楽プロデュース：小野寺重之、高石真美
- スタントアドバイザー：柴原孝典
- スタントスーパーバイザー：二家本辰巳
- 音響効果：柴崎憲治、三谷直樹
- 衣装：小里幸子
- 整音：室克己
- リーレコ：利沢彰
- 企画協力：中川好久、百田英生
- 宣伝：植竹敏孝
- タイミング：上野芳弘
- オプチカル：金子鉄男
- ネガ編集：三陽編集室
- タイトルデザイン：津田輝王
- タイトル：島田プロダクション
- 録音スタジオ：アオイスタジオ、アルカブース
- 現像：IMAGICA、PIA（フィリピン）
- 協力：CINE FORCE、報映産業、日本映機、稲川素子事務所、エディオフィス、龍保険事務所、中田商店
- 製作協力：DIGEX、LA TRINIDAD Production
- 製作：松竹第一興行
- 配給：松竹